# Crokinole

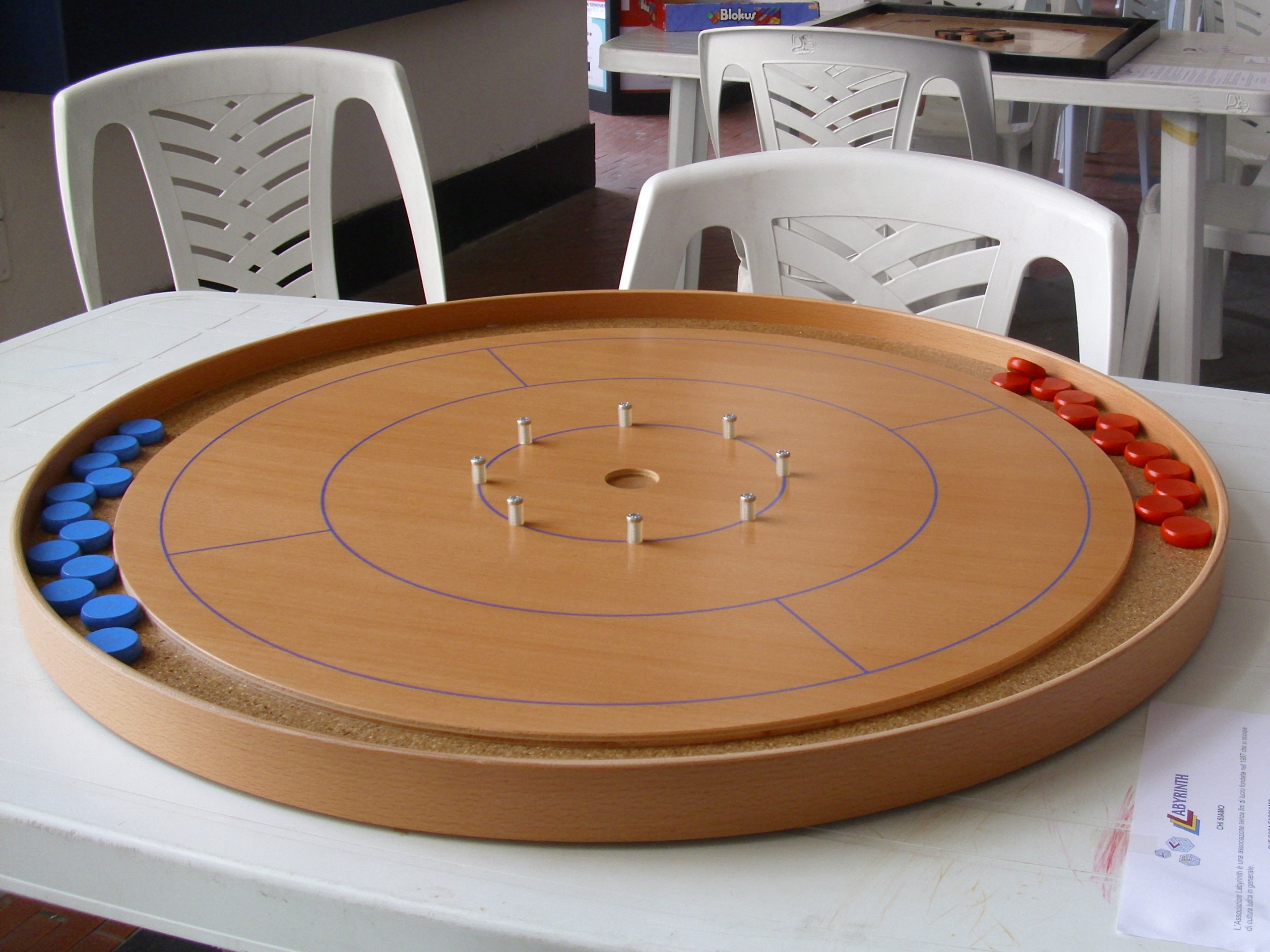
Crokinole-Spielbrett

Crokinole ist ein Brett- und Geschicklichkeitsspiel für zwei bis vier Spieler. 
Ziel des Spiels ist es, Holzscheiben über ein rundes Spielbrett zu schnipsen und dabei die eigenen Scheiben möglichst optimal zu platzieren und gleichzeitig die gegnerischen Scheiben wegzustoßen. Das Spiel enthält Elemente von ähnlichen Spielen wie Carrom, Shuffleboard, Curling oder auch dem Murmelspiel.
Das Spiel ist vor allem in Nordamerika verbreitet. Entstanden ist es vermutlich in der kanadischen Provinz Ontario, wo es auch heute noch überwiegend gespielt wird.

## Geschichte

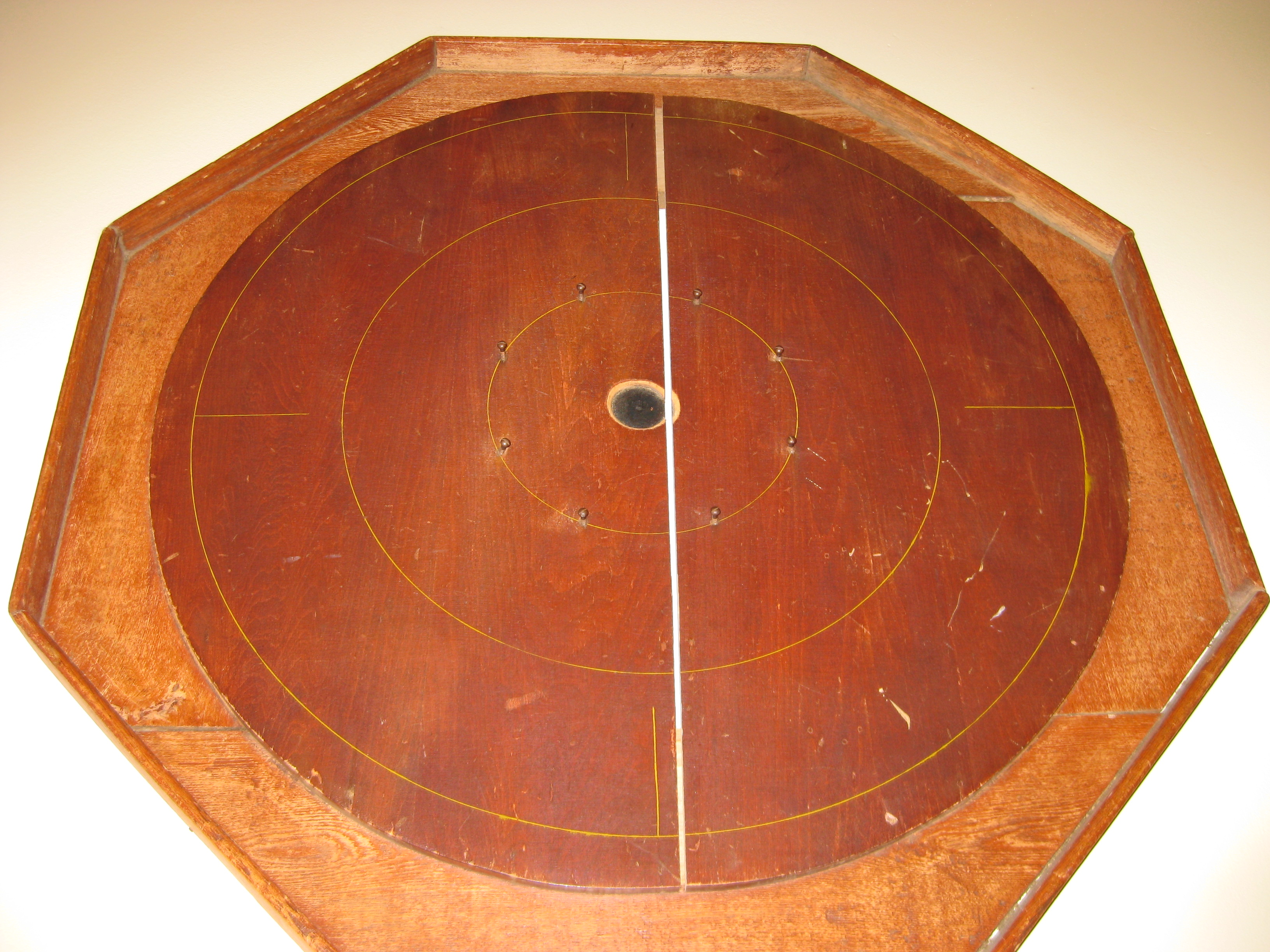
Crokinole-Brett aus dem Jahr 1925

Crokinole hat seine Wurzeln im englischen shove ha'penny aus dem 17. Jahrhundert und dem squails-Spiel aus dem 19. Jahrhundert. Das älteste erhaltene Crokinole-Spielbrett stammt aus dem Jahr 1876 und wurde von Eckart Wettlaufer im kanadischen Perth County als Geschenk zum fünften Geburtstag seines Sohnes gefertigt. Das Brett kann heute im Joseph Schneider Haus Museum in Kitchener (Ontario) besichtigt werden. 
Die deutschsprachigen Mennoniten in Kanada kannten das Spiel unter dem Namen Knipsbrett. Etwa um 1910 wurden auch in Deutschland erstmals Crokinole-Spielbretter produziert. Der Berliner W. Burow beantragte 1909 ein Patent für das sogenannte Ringbrettspiel. Statt der heute üblichen Scheiben wurden dabei noch Holzringe verwendet.
1999 fand erstmals eine Crokinole-Weltmeisterschaft statt, seitdem wird diese jährlich in Wettlaufers Heimatort Tavistock in der kanadischen Provinz Ontario ausgetragen. 2006 erschien der Dokumentarfilm Crokinole, der einige Teilnehmer bei den Vorbereitungen auf die Weltmeisterschaft 2004 begleitet.
Seit 2002 produziert die Tischlerei Knels und Jeske aus Celle Spielbretter für den deutschen Markt. Größere Bekanntheit in Deutschland erhielt das Spiel kurzzeitig durch den Einsatz in der Fernsehsendung Schlag den Raab am 13. September 2014.

## Spielmaterial und Spielbrett

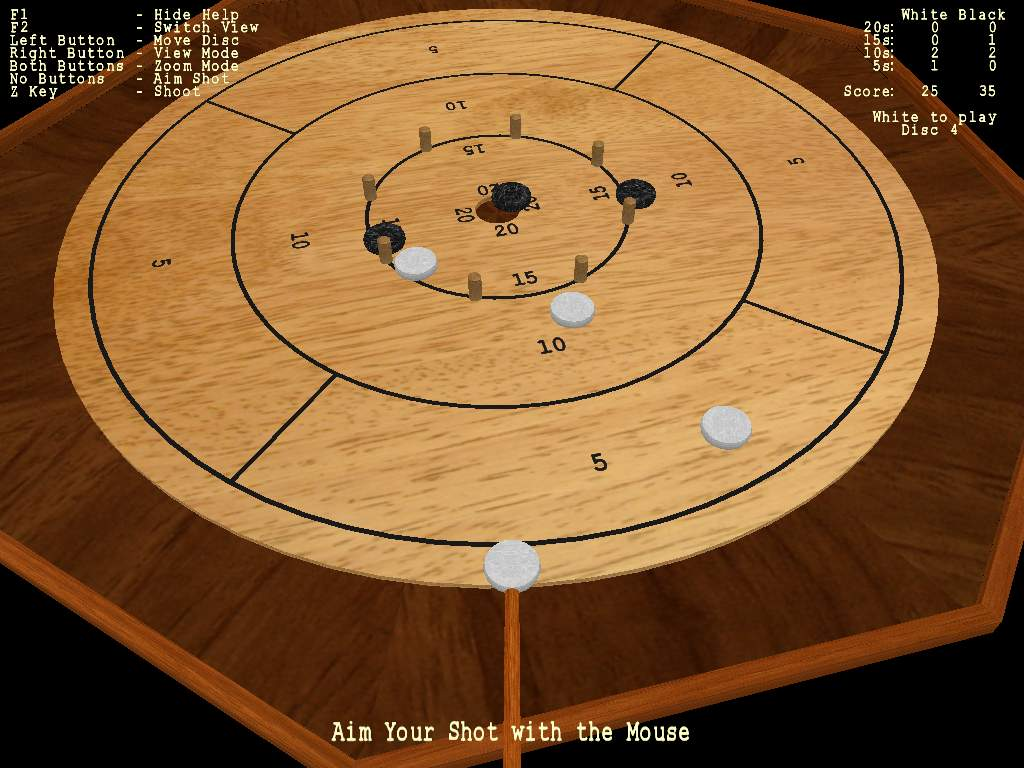
Digitales Spielbrett mit Punktemarkierungen

Das Spielbrett ist rund und die Spielfläche hat einen Durchmesser von 66 cm. Am Rand befindet sich zusätzlich ein etwa elf Zentimeter breiter Graben und eine Bande zum Auffangen der Spielscheiben.
In der Mitte befindet sich das Mittelloch, da herum sind kreisförmig acht kleine Pfosten als Hindernisse befestigt. Dieser durch die Pfosten begrenzte innere Kreis ist der 15-Punkte-Kreis. In konzentrischen Kreisen sind nach außen ringförmig der 10-Punkte-Kreis, der 5-Punkte-Kreis und die Start-/Aus-Linie markiert. Der Bereich zwischen dem 5-Punkte-Kreis und der äußeren Startlinie ist zusätzlich in vier gleich große Segmente unterteilt.
Es gibt 24 Spielscheiben aus Holz. Die Scheiben haben einen Durchmesser von 32 mm. Eine Seite der Scheiben ist konvex für schnelleres Gleiten, die andere Seite ist konkav geformt, sodass die Bewegung schneller abgebremst wird.

## Spielablauf
Bei zwei Spielern erhält jeder zwölf Scheiben; spielen vier Personen, so startet jeder mit sechs Scheiben. Bei drei Spielern bilden zwei Spieler ein Team, beide Partnerspieler erhalten je sechs Scheiben, der dritte Spieler (Alleinspieler) bekommt zwölf Scheiben. Bei Turnieren erhalten bei einem Zwei-Personen-Spiel beide Spieler lediglich acht Scheiben, zu viert bleibt es bei sechs Scheiben pro Spieler. Während des Spiels darf weder das Spielbrett noch die Sitzgelegenheit verschoben werden. Der Stuhl muss immer von mindestens einer Po-Backe berührt sein.
Die Spieler sind abwechselnd an der Reihe. Der jeweilige Spieler platziert eine Spielscheibe beliebig auf seine Startlinie. Ein Schuss wird ausgeführt, in dem die Spielscheibe mit dem Zeige- oder Mittelfinger über das Spielbrett geschnippst wird. Trifft der Spieler das Mittelloch, wird die Scheibe entfernt und der Spieler erhält 20 Punkte. Liegen bereits gegnerische Scheiben auf der Spielfläche, muss eine davon mit der eigenen Scheibe berührt werden. Gelingt dies nicht, ist der Schuss ungültig und die eigene Scheibe sowie alle weiteren eigenen Scheiben, die durch die gespielte Scheibe berührt wurden, werden entfernt. Ebenfalls in den Graben gelegt werden Scheiben, die nach dem Schuss die Auslinie berühren oder die von der Bande wieder zurück ins Spielfeld prallen. 
Hat jeder Spieler seine Scheiben gespielt, ist die Runde beendet und es wird abgerechnet. Gewertet werden alle Scheiben, die nach Rundenende noch auf der Spielfläche liegen. Für die Scheiben aus dem Mittelloch gibt es 20 Punkte. Für Scheiben im inneren, mittleren und äußeren Kreis erhält der Spieler 15, 10 oder 5 Punkte gutgeschrieben. Scheiben, die eine Kreislinie berühren, bekommen die Punktzahl des niedrigeren Sektors. Die Differenz der Punktzahlen der Parteien wird für den/die Sieger notiert. Die Partei, die eine zuvor vereinbarte Punktzahl (z. B. 150 Punkte) zuerst erreicht, gewinnt das Spiel.